# Olumuyiwa Benard Aliu
Olumuyiwa Benard Aliu est le cinquième président du Conseil de l'organisation de l'aviation civile internationale (OACI). 
Il a succédé en 2013 au mexicain Roberto Kobeh González, élu en 2006.
Avant d'être élu président, il siégeait au Conseil de l’OACI en qualité de représentant du Nigéria.